# Milicia Popular de Ucrania
La Milicia Popular de Ucrania, Milicia Popular Ucraniana o Milicia Nacional Ucraniana (en ucraniano: Українська Народна Міліція), fue una formación paramilitar creada por la Organización de Nacionalistas Ucranianos (OUN) en el territorio del Gobierno General de la Polonia ocupada y más tarde en el Reichskommissariat Ukraine durante la Segunda Guerra Mundial. Fue fundada durante el transcurso de la Operación Barbarroja, la invasión de la Unión Soviética en 1941.

## Formación
La Milicia Popular de Ucrania, creada en junio de 1941, precedió a la fundación de la Policía Auxiliar ucraniana a mediados de agosto de 1941 por Heinrich Himmler. Existe evidencia histórica indica que los miembros de la Milicia asumieron un papel de liderazgo en los pogromos de Lviv de 1941, que resultaron en la masacre de 6.000 judíos polacos, después de que el ejército alemán llegara a Leópolis a finales de junio en la zona oriental de la Polonia ocupada por los soviéticos. Inicialmente, la Milicia ucraniana actuó de forma independiente, con la beneplácito de las SS, pero luego se limitó a operaciones conjuntas (Aktionen) con unidades alemanas o funcionó directamente bajo el mando nazi.
La Milicia Popular Ucraniana estuvo activa en los territorios ocupados detrás de las líneas de la Wehrmacht, ayudando a la Policía de Seguridad Alemana y a los Einsatzgruppen mientras el ejército seguía avanzando en dirección a Zhytómyr, Rivne y Kiev. Heinrich Himmler fue nombrado Jefe de SS y la Policía para los Territorios del Este el 17 de julio de 1941 y decretó la formación de los Schutzmannschaften entre los voluntarios no alemanes. A mediados de agosto, reagrupó a la Milicia autóctona que había surgido bajo el régimen militar para formar el núcleo de la Ukrainische Hilfspolizei oficial. Antes de eso, miembros de la Milicia ucraniana en ciudades anteriormente polacas con una presencia judía polaca considerable hicieron listas de objetivos para los cuerpos del KdS y ayudaron con las redadas (como en Stanisławów, Włodzimierz Wołyński, Lutsk). En Kórosten, la Milicia detuvo a 238 judíos descritos como "una fuente de disturbios continuos" y llevaron a cabo las matanzas ellos mismos. En Sokal, el 30 de junio de 1941 detuvieron y ejecutaron a 183 judíos apodados "los comisarios". Siguieron otros lugares.
El 7 de agosto de 1941, las estaciones de la Milicia Popular de Ucrania se establecieron en la mayoría de las áreas conquistadas por la Wehrmacht, incluidas Lviv (Lwów, Lemberg), Ternópil, Stanislavov (Stanisławów) (ahora Ivano-Frankivsk), Lutsk (Łuck), Rovno, Yavoriv, Kamianets-Podilskyi, Drohóbych (Drohobycz), Dubno, Sambir, Kostopil, Sarny, Zólochiv, Berezhany, Pidhaytsi, Kolomyia, Rava-Ruska, Radekhiv, Terebovlia, Zbarazh, Zhytómyr, Fastov y otras.

## Instrucciones de la Milicia Popular de Ucrania
El deber declarado de la Milicia Popular Ucraniana era mantener el orden en los territorios recién ocupados defendiendo a la población ucraniana de los ataques de los restos dispersos del Ejército Rojo, matando a miembros de la resistencia o paracaidistas soviéticos atrapados tras las líneas alemanas, confiscando armas, registrando a excomunistas. funcionarios o especialistas llevados al oeste de Ucrania desde las regiones orientales y que dispararan a saqueadores o a los sorprendidos escondiendo armas de fuego, así como a colaboradores del estado soviético y de los distractores soviéticos. Las regulaciones de la Milicia Popular de Ucrania permitieron a los judíos unirse, pero solo bajo reglas estrictas que les exigían llevar estrellas amarillas en la ropa. Se prohibió expresamente a los polacos y rusos unirse al cuerpo.

La OUN que controlaba a la Milicia Popular Ucraniana se oponía firmemente a la estructura de poder soviética que se había establecido en Galitzia después de las anexiones soviéticas, en particular al NKVD. El mando buscó neutralizar aquellos elementos particulares que la OUN consideró críticos para proyectar el poder soviético sobre Ucrania. Las instrucciones emitidas en mayo de 1941 por OUN en el Distrito de Galitzia eran muy específicas sobre quién era el enemigo.
Hay elementos que dan apoyo al régimen soviético y al NKVD, que, con la creación del nuevo poder revolucionario en Ucrania, deben ser neutralizados (es decir, liquidados; унешкідливлені). Estos elementos son:
- Los moscovitas (rusos) enviados a tierras ucranianas para fortalecer el poder de Moscú en Ucrania
- Los judíos, individualmente y como grupo nacional
- Los extranjeros, en su mayoría asiáticos, que Moscú utiliza para colonizar Ucrania con el fin de convertir el país en un tablero de ajedrez étnico.
- Los polacos de las tierras de Ucrania occidental que no han abandonado el sueño de construir una Gran Polonia a expensas de las tierras ucranianas, incluso si la Gran Polonia se convierte en roja".

Los objetivos de la Milicia Popular eran facilitar la erradicación de los presuntos miembros del NKVD y del Partido Comunista, incluidos los ciudadanos soviéticos que durante el gobierno soviético colaboraron con ellos. Todos los prominentes no ucranianos iban a ser enterrados. Se recomendó a la Milicia Popular, de acuerdo con las instrucciones, que actuara de tal manera que "el ejército y las autoridades del aliado (es decir, la Policía de Seguridad Alemana y la Gestapo) obtuvieran beneficios obvios de la existencia de la Milicia Popular".

## Departamento de Seguridad del Estado de la Milicia
La estructura de la Milicia Popular de Ucrania también incluía un "departamento político", similar a la Gestapo (familiar para la organización OUN-R), denominado "Policía Secreta del Estado".
El 25 de junio de 1941, Yaroslav Stetsko escribió a Stepán Bandera que la OUN había "formado una Milicia para expulsar a los judíos". Luego de la proclamación del "Estado ucraniano con el líder de Stepan Bandera" en su gobierno se creó la UDB (Departamento de Seguridad del Estado). El 2 de julio de 1941, la Milicia Popular de la OUN de Bandera, establecida por el grupo de Yaroslav Stetsko en Lemberg, fue puesta bajo el mando de la policía de seguridad y la policía secreta.
Si estaba disponible, el personal de la Milicia Popular de la OUN de Bandera debía usar uniformes capturados del ejército soviético con un brazalete amarillo-azul en la manga izquierda. Si esa ropa militar no estaba disponible, los miembros debían usar un brazalete blanco estampado con el nombre de Milicia Popular (Народна Міліція).